# Crude (film)
Crude är en amerikansk dokumentärfilm från 2009. Filmen följer en pågående stämningsprocess mot det amerikanska företaget Chevron i Ecuador.

## Handling
Filmen följer utvecklingen av ett rättsfall under åren 2006 och 2007 där energibolaget Chevron stämts på 27 miljarder amerikanska dollar för borrandet efter olja vid Lago Agrio i Ecuadors del av Amazonas regnskog mellan 1972 och 1992, då under namnet Texaco som senare köptes upp av Chevron. Grupprättegångens målsägande är 30 000 ecuadorianer som bor i regnskogen. De hävdar att de har blivit förorenade av företaget. I filmen intervjuas människor från båda sidor och undersöker även medias inflytande, aktivism bland berömdheter, multinationella företags makt, den skiftande makten i Ecuadors politik och försvinnandet av ursprungskulturer.